# Beinn Ghlas (Perth and Kinross)
Der Beinn Ghlas ist ein 1.103 m (3.619 ft) hoher Berg in Schottland. Sein gälischer Name bedeutet Grünlich-grauer Hügel und greift damit die Farbe des Glimmerschiefers auf, aus dem der Berg besteht. Der als Munro eingestufte Berg ist Teil der am Nordufer von Loch Tay liegenden Bergkette in Perthshire, deren höchster Gipfel der dem Beinn Ghlas nordöstlich benachbarte Ben Lawers ist. Insgesamt sind sieben Gipfel der Bergkette als Munro eingeordnet.

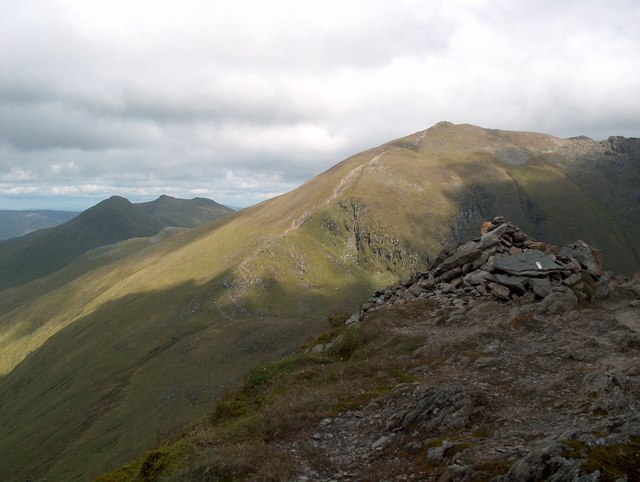
Der Gipfelbereich des Beinn Ghlas

Unter den Bergen der Ben-Lawers-Gruppe ist der Beinn Ghlas ein eher unauffälliger Vorgipfel des Ben Lawers, der diesem südwestlich vorgelagert ist und nur durch eine relativ flache Scharte vom Hauptgipfel getrennt ist. Abgesehen von einigen felsigen Partien im Norden und im Südwesten weist der Beinn Ghlas nach allen Seiten meist sanft abfallende Grashänge auf, die vor allem im Süden eine seltene arktische Flora besitzen. Der Berg gehört wie der Ben Lawers dem National Trust for Scotland, die gesamte Bergkette ist als National Nature Reserve ausgewiesen.
Obwohl der Beinn Ghlas wenig bekannt ist, wird er doch nicht nur von Munro-Baggern, sondern auch vielen anderen Bergwanderern sehr oft bestiegen. Die meisten Bergwanderer passieren den Gipfel im Zuge der Ersteigung des etwa hundert Meter höheren Ben Lawers. Der Zustieg führt vom westlich des Ben Lawers gelegenen Besucherzentrum des National Trust an der schmalen Verbindungsstraße zwischen Loch Tay und Glen Lyon über einen breiten, teilweise stark erodierten Bergpfad über den Südwestgrat des Beinn Ghlas zum Gipfel. Die Fortsetzung zum Ben Lawers führt über den breiten Berggrat zwischen beiden Gipfeln. Die Nordhänge des Beinn Ghlas quert ein weiterer Bergpfad, der vor allem auf dem Rückweg vom Ben Lawers viel genutzt wird, um den erneuten Gegenanstieg auf den Beinn Ghlas zu vermeiden.